# Jenna McCorkell

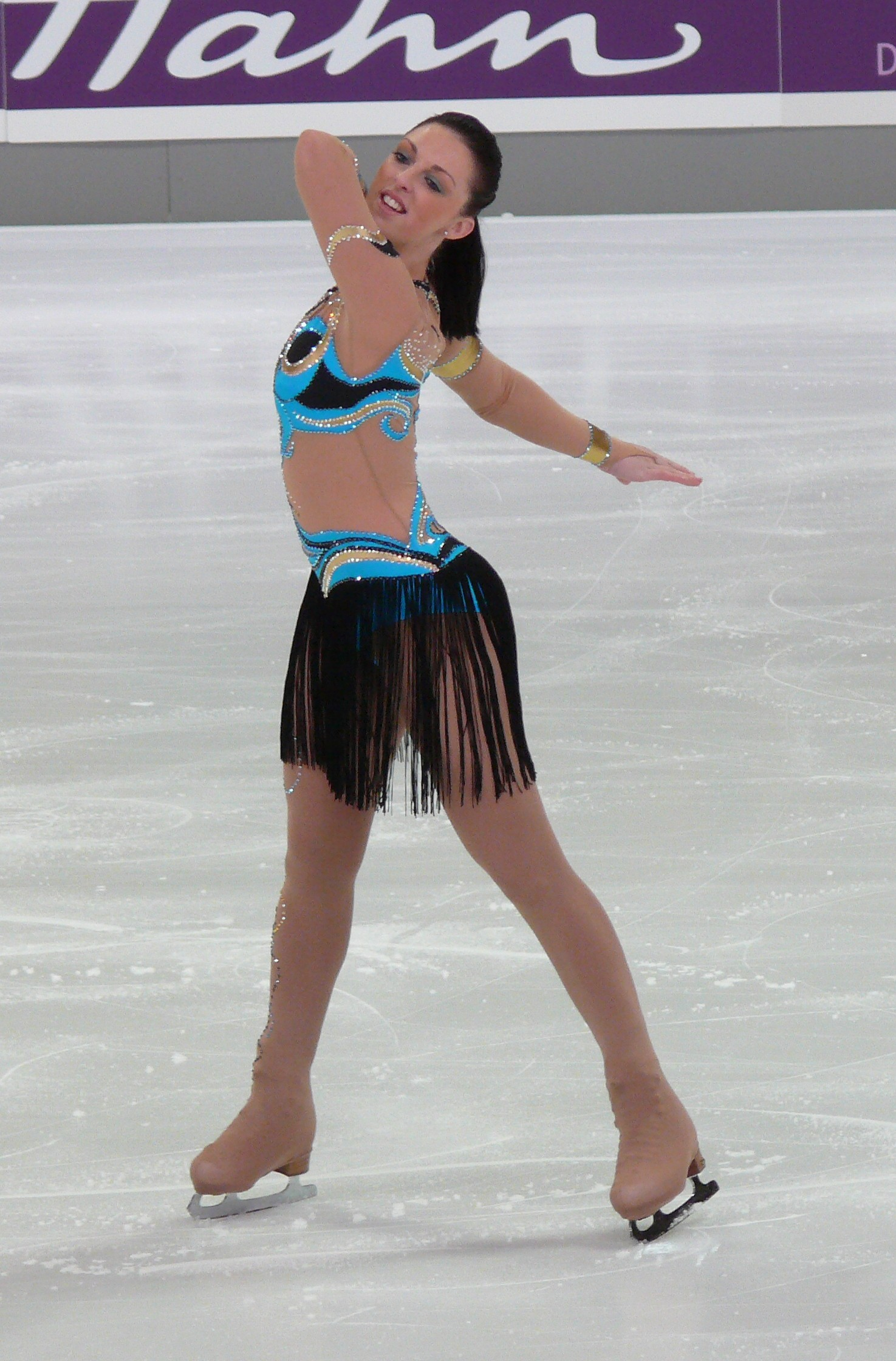
Jenna McCorkell

Jenna McCorkell (Coleraine, 15 september 1986) is een Brits voormalig kunstschaatsster.
McCorkell is elfvoudig Brits kampioene kunstschaatsen. Ze haalde haar titels in de periodes 2003-2005 en 2007-2014. Haar samenwerking met trainer Juri Bureiko beëindigde ze in maart 2011. Haar laatste coaches, voor ze haar carrière beëindigde, waren Simon en Debbie Briggs.
Ze is sinds 17 mei 2008 gehuwd met de Belgische kunstschaatser Kevin Van der Perren. Het stel kreeg twee zonen, in 2019 en 2024. In 2019 verhuisden ze van Ninove naar Noord-Ierland, waar McCorkell afkomstig van is.
Na haar schaatscarrière werd ze, met haar echtgenoot, coach van andere kunstschaatsers. Zo trainde ze onder andere Kyarha van Tiel.

## Persoonlijke records
| records             | punten | datum      | toernooi |
| ------------------- | ------ | ---------- | -------- |
| Hoogste totaalscore | 150.90 | 27-03-2010 | WK       |
| Hoogste korte kür   | 053.80 | 22-01-2010 | EK       |
| Hoogste vrije kür   | 098.78 | 27-03-2010 | WK       |

## Belangrijke resultaten
| Kampioenschap           | 96/97 | 97/98 | 98/99 | 99/00 | 00/01 | 01/02 | 02/03 | 03/04 | 04/05 | 05/06 | 06/07 | 07/08 | 08/09 | 09/10 | 10/11 | 11/12 | 12/13 | 13/14             |
| ----------------------- | ----- | ----- | ----- | ----- | ----- | ----- | ----- | ----- | ----- | ----- | ----- | ----- | ----- | ----- | ----- | ----- | ----- | ----------------- |
| Olympische Spelen       |       |       |       |       |       |       |       |       |       |       |       |       |       | 29e   |       |       |       | 25e solo 10e team |
| Wereldkampioenschap     |       |       |       |       |       |       | 21e   | 24e   | 22e   |       |       | 25e   | 20e   | 14e   | 24e   | 14e   | 20e   | t.z.t.            |
| Europees Kampioenschap  |       |       |       |       |       |       | 19e   | 14e   | 16e   |       | 15e   | 8e    | 9e    | 14e   | 14e   | 18e   | 21e   | 24e               |
| Nationaal Kampioenschap |       |       | 20e   | 11e   |       |       | Goud  | Goud  | Goud  |       | Goud  | Goud  | Goud  | Goud  | Goud  | Goud  | Goud  | Goud              |
| WK junioren             |       |       |       |       |       | 12e   | 11e   | 13e   |       |       |       |       |       |       |       |       |       |                   |
| NK Junioren             | N     | 9e    |       |       |       |       |       |       |       |       |       |       |       |       |       |       |       |                   |

 t.z.t. = trok zich terug 
 N = novice 